# Judo-Bundesliga 2019
Die Judo-Bundesliga 2019 war die 63. Saison in der Geschichte der Judo-Bundesliga und begann am 16. März 2019.
Nachdem das Hamburger Judoteam dreimal in Folge den Titel holen konnte, gelang es dem Rekordmeister TSV Abensberg nach fünf Jahren wieder die Meisterschaft zu gewinnen. Im Finale setzte sich die Mannschaft mit 8:6 gegen den KSV Esslingen durch. Die Bronzemedaillen gewannen die Mannschaften von der SUA Witten und vom UJKC Potsdam.
Nach dem Ende der Vorsaison gaben der TSV München Großhadern sowie die niedersächsische Mannschaft aus Holle den Rückzug ihrer Mannschaften aus der Bundesliga bekannt. Die Entscheidungen fielen aus finanziellen Gründen. Dies führte dazu, dass ein Großteil der Großhaderner Sportler zum TSV Abensberg wechselte, unter anderem die Nationalmannschaftskämpfer Maximilian Heyder, Karl-Richard sowie Johannes Frey.
Vor Saisonbeginn sorgte das Zerwürfnis des Hamburger Judo Teams mit deren bisherigen Investor, Peter Widmann, für aufsehen. Dieser wechselte daraufhin zum KSV Esslingen. In diesem Zuge zog es ebenfalls die Topsportler Igor Wandtke, Alexander Wieczerzak, Dimitri Peters und Andre Breithbarth nach Esslingen. Nach drei Titeln in Folge konnte das Hamburger JT als Dritter der Vorrunde nicht in die Finalrunde einziehen.

## Vorrunde

### Staffel Nord
| Pl | Verein                  | K | KP    | Diff | Pkt  |
| -- | ----------------------- | - | ----- | ---- | ---- |
| 1. | SUA Witten              | 7 | 59:39 | +20  | 13:1 |
| 2. | UJKC Potsdam            | 7 | 57:41 | +16  | 10:4 |
| 3. | Hamburger Judo-Team     | 7 | 56:42 | +14  | 9:5  |
| 4. | JC 66 Bottrop           | 7 | 50:48 | +2   | 7:7  |
| 5. | TSV Hertha Walheim      | 7 | 46:52 | −6   | 6:8  |
| 6. | JT Hannover             | 7 | 44:54 | −10  | 5:9  |
| 7. | KSC Asahi Spremberg     | 7 | 45:53 | −8   | 4:10 |
| 8. | TSV Bayer 04 Leverkusen | 7 | 35:63 | −28  | 2:12 |

### Staffel Süd
| Pl | Verein               | K | KP    | Diff | Pkt  |
| -- | -------------------- | - | ----- | ---- | ---- |
| 1. | TSV Abensberg        | 7 | 67:31 | +36  | 13:1 |
| 2. | KSV Esslingen        | 7 | 75:23 | +52  | 12:2 |
| 3. | JSV Speyer           | 7 | 55:43 | +12  | 10:4 |
| 4. | JC Rüsselsheim       | 7 | 46:52 | −6   | 8:6  |
| 5. | JC Leipzig           | 7 | 51:47 | +4   | 6:8  |
| 6. | JC Samurai Offenbach | 7 | 34:64 | −30  | 4:10 |
| 7. | TV 1848 Erlangen     | 7 | 32:66 | −34  | 2:12 |
| 8. | VfL Sindelfingen     | 7 | 32:66 | −34  | 1:13 |

## Halbfinale
| Datum            | Ort       | Heim          | Gast          | Ergebnis      |
| ---------------- | --------- | ------------- | ------------- | ------------- |
| 19. Oktober 2019 | Esslingen | TSV Abensberg | UJKC Potsdam  | 11:3 (104:27) |
| 19. Oktober 2019 | Esslingen | SUA Witten    | KSV Esslingen | 3:11 (27:107) |

## Finale
| Datum            | Ort       | Heim          | Gast          | Ergebnis    |
| ---------------- | --------- | ------------- | ------------- | ----------- |
| 19. Oktober 2019 | Esslingen | KSV Esslingen | TSV Abensberg | 6:8 (57:80) |

## Kämpfer mit den meisten Siegen
| Kämpfer                       | Verein                  | Siege (durch Ippon) | Anzahl Kämpfe |
| Robin Gutsche                 | TSV Bayer 04 Leverkusen | 11 (11)             | 13            |
| Dimitri Peters                | KSV Esslingen           | 11 (10)             | 12            |
| Daniel Stamm                  | JC Rüsselsheim          | 11 (10)             | 14            |
| Igor Fabius Mbakom Tchiengang | Hertha Walheim          | 10 (10)             | 10            |
| Onise Bughadze                | JSV Speyer              | 10 (10)             | 10            |
| Hannes Conrad                 | JC Leipzig              | 10 (9)              | 11            |
| Maximilian Heyder             | TSV Abensberg           | 10 (6)              | 11            |
| Marc Odenthal                 | TSV Abensberg           | 9 (9)               | 11            |
| Dominik Schönefeld            | JT Hannover             | 9 (9)               | 12            |
| Tomasz Arkadiusz Domanski     | KSC Asahi Spremberg     | 9 (9)               | 13            |
| Leon Cedric Philip            | SUA Witten              | 9 (6)               | 10            |
| Philip Müller                 | JSV Speyer              | 9 (6)               | 13            |